# Atribuição de evento extremo

A capacidade de determinar a influência do aquecimento global em um evento extremo específico (eixo vertical) depende do nível de conhecimento científico sobre como o aquecimento global afeta esse tipo de evento. De modo mais geral, esse conhecimento depende da minúcia dos registros de cada tipo de evento e da qualidade dos modelos científicos para simular os respectivos tipos de eventos.

A atribuição de eventos extremos, também conhecida como ciência da atribuição, é um campo de estudo relativamente novo na meteorologia e na ciência climática que tenta medir como a mudança climática em curso afeta diretamente os eventos extremos [en] (eventos raros), por exemplo, eventos climáticos extremos. A ciência da atribuição tem como objetivo determinar quais desses eventos recentes podem ser explicados por uma atmosfera em aquecimento e não simplesmente por variações naturais [en].

## Histórico
A ciência da atribuição foi mencionada pela primeira vez em um “Estado do Clima” de 2011, publicado pela Sociedade Americana de Meteorologia, que afirmou que a mudança climática está ligada a seis eventos climáticos extremos que foram estudados.

## Objetivo, métodos e resultados
A climatologista alemã Friederike Otto [en] postulou que a ciência da atribuição tem como objetivo responder à pergunta “a mudança climática desempenhou um papel” em eventos extremos específicos “dentro do prazo das notícias, ou seja, dentro de duas semanas após o evento”.
Os estudos de atribuição geralmente são realizados em quatro etapas: (1) medir a magnitude e a frequência de um determinado evento com base em dados observados, (2) executar modelos de computador para comparar e verificar os dados de observação, (3) executar os mesmos modelos em uma “Terra” de referência sem mudanças climáticas e (4) usar estatísticas para analisar as diferenças entre a segunda e a terceira etapas, medindo assim o efeito direto das mudanças climáticas no evento estudado.
As ondas de calor são os eventos climáticos mais fáceis de atribuir.
A mudança climática pode afetar a intensidade e a frequência de eventos climáticos extremos de forma diferente; por exemplo, a onda de calor de 2010 na Rússia se tornou muito mais provável, mas não mais intensa.

## Aplicações e implicações

en aplicou uma estrutura de atribuição de furacões de um artigo da en para concluir que o aumento da temperatura da água provocado pela mudança climática intensificou as velocidades de pico do vento em todos os onze furacões do Atlântico de 2024.

A atribuição da ciência pode afetar os litígios relacionados à mudança climática, talvez aumentando os processos contra empresas por causarem e governos por não abordarem a mudança climática.

## Exemplos
- Uma  análise resumiu a confiança, as probabilidades e os custos-graves - como custos econômicos, custos financeiros e número de perdas precoces de vidas - das ligações com as mudanças climáticas e identificou possíveis maneiras de aprimorar o campo, como “melhorar o registro de impactos climáticos extremos em todo o mundo, melhorar a cobertura de estudos de atribuição em diferentes eventos e regiões e usar estudos de atribuição para explorar as contribuições de fatores climáticos e não climáticos dos impactos”.[10][11]

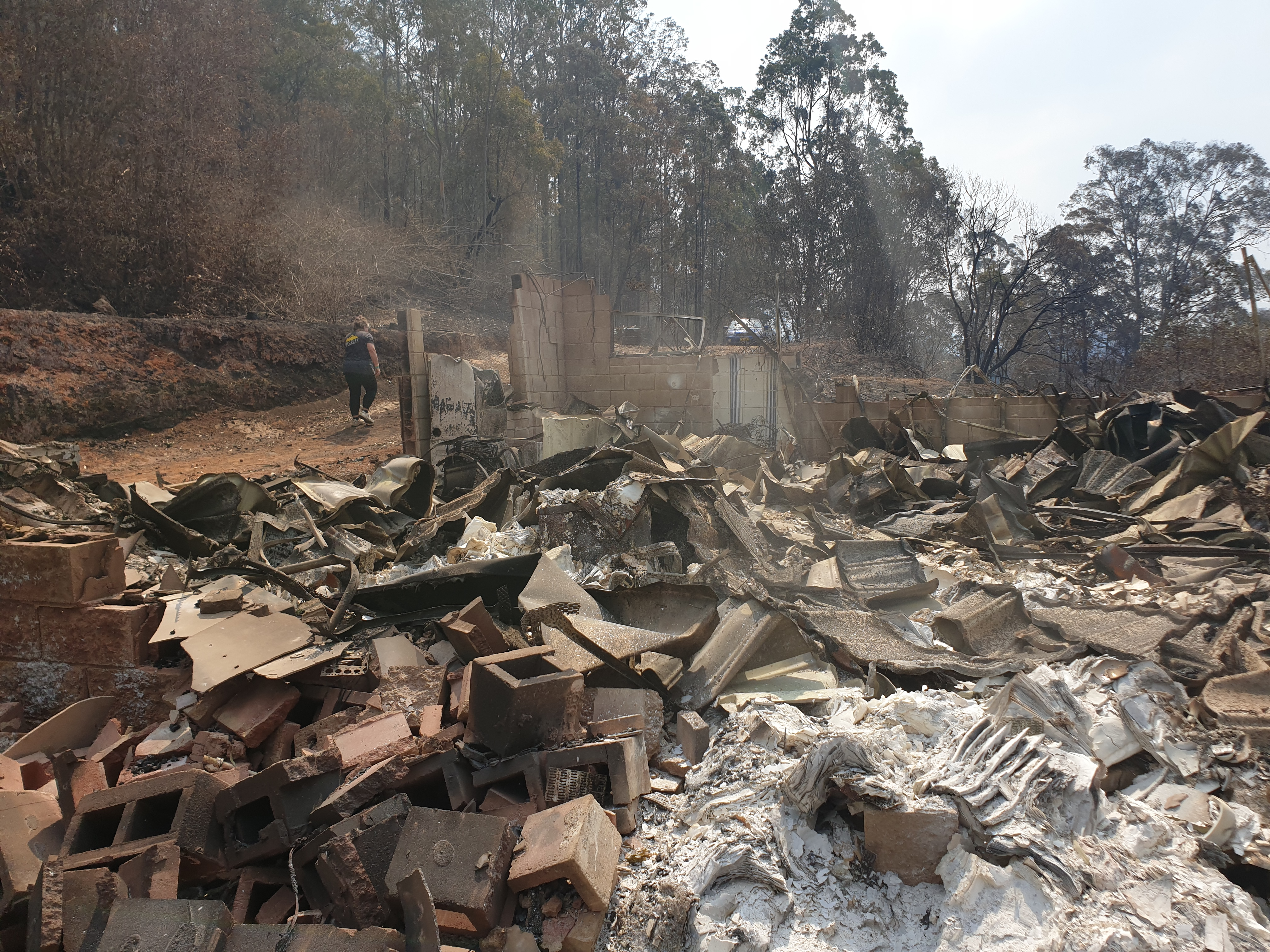
Uma casa na Austrália que foi destruída por incêndios florestais

- Uma casa na Austrália que foi destruída por incêndios florestaisCientistas do projeto internacional da  Atribuição do Clima Mundial divulgaram um estudo que constatou que a mudança climática causada pelo homem teve influência nos incêndios florestais australianos de 2019-20, causando condições de alto risco que tornaram a queima generalizada pelo menos 30% mais provável. Eles comentam os resultados, afirmando que a mudança climática provavelmente teve mais efeitos sobre os incêndios que não puderam ser atribuídos usando suas simulações climáticas e que nem todos os causadores dos incêndios mostraram marcas de mudança climática antropogênica.[12][13]
- A iniciativa de Atribuição do Clima Mundial atribuiu a onda de calor de 2021 no oeste da América do Norte às mudanças climáticas.[14]
- O Banco de Dados de Atribuição Climática contém recursos científicos organizados por tema.[15]
- Um estudo de 2020 força de tempestades de, pelo menos, nível tropical publicado na Nature Communications [en], concluiu que a mudança climática induzida pelo homem aumentou em 10% as taxas extremas de precipitação de tempestades de 3 horas e em 5% as quantidades extremas de precipitação acumulada de 3 dias.[16] Para tempestades com força de furacão, os números aumentaram para 11% e 8%.[16]

## Ligações Externas
- Banco de Dados de Atribuição Climática
- Atribuição do Clima Mundial